# Siergiej Baranow
Siergiej Andriejewicz Baranow (ros. Сергей Андреевич Баранов; ur. 10 sierpnia 1981 w Gorłówce) – urodzony na Ukrainie, rosyjski siatkarz, reprezentant Rosji, grający na pozycji przyjmującego i atakującego. Od stycznia 2019 roku występuje w czeskiej Extralidze, w drużynie Kladno volleyball.cz.
16 października 2012 roku poinformował, że zakończył karierę sportową w związku z tym, że kontuzja, której doznał, nie pozwala mu na grę na wysokim poziomie. 2 kwietnia 2013 r. po wyleczeniu kontuzji wystąpił w meczu play off Superligi w barwach klubu Gazprom-Jugra Surgut.
W 2004 w Atenach zdobył brązowy medal Igrzysk Olimpijskich. Został odznaczony tytułem Zasłużonego Mistrza Sportu, a także Orderem „Za zasługi dla Ojczyzny” II klasy 4 listopada 2005.

## Sukcesy klubowe
Puchar CEV:
- 2009
- 2002

Mistrzostwo Rosji:
- 2002, 2003, 2004, 2005
- 2006
- 2012, 2016

Liga Mistrzów:
- 2003, 2004
- 2005, 2006

Puchar Rosji:
- 2003, 2005, 2011

## Sukcesy reprezentacyjne
Mistrzostwa Europy:
- 2005
- 2003

Liga Europejska:
- 2005
- 2004

Igrzyska Olimpijskie:
- 2004

Liga Światowa:
- 2006

## Nagrody indywidualne
- 2004: Najlepszy atakujący Final Four Ligi Mistrzów

## Odznaczenia
- Odznaczony tytułem Zasłużonego Mistrza Sportu.
- Order „Za zasługi dla Ojczyzny” II klasy (4 listopada 2005)